# Conferencia Noether
La Noether Lecture (en español Conferencia Noether) es una serie de conferencias que rinden homenaje a las mujeres "que han hecho contribuciones fundamentales y sostenidas a las ciencias matemáticas". La Asociación de Mujeres en Matemáticas (AWM) estableció las conferencias anuales en 1980 como las Conferencias Emmy Noether, en honor a Emmy Noether, una de las principales matemáticas de su tiempo. En 2013 pasó a llamarse AWM-AMS Noether Lecture y desde 2015 está patrocinado conjuntamente con la American Mathematical Society (AMS). Las conferencias se realizan en las Reuniones Conjuntas Estadounidenses de Matemáticas que se celebran anualmente en enero.
La conferencia ICM Emmy Noether se trata de una serie de conferencias adicionales patrocinadas por la Unión Matemática Internacional. A partir de 1994 esta conferencia se dictó en el Congreso Internacional de Matemáticos, que se celebra cada cuatro años. En 2010 el ciclo de conferencias se convirtió en permanente.

## Conferenciantes Noether
| Year        | Name                    | Lecture title                                                                                    |
| ----------- | ----------------------- | ------------------------------------------------------------------------------------------------ |
| 1980        | F. Jessie MacWilliams   | A Survey of Coding Theory                                                                        |
| 1981        | Olga Taussky-Todd       | The Many Aspects of Pythagorean Triangles                                                        |
| 1982        | Julia Robinson          | Functional Equations in Arithmetic                                                               |
| 1983        | Cathleen S. Morawetz    | How Do Perturbations of the Wave Equation Work                                                   |
| 1984        | Mary Ellen Rudin        | Paracompactness                                                                                  |
| 1985        | Jane Cronin Scanlon     | A Model of Cardiac Fiber: Problems in Singularly Perturbed Systems                               |
| 1986        | Yvonne Choquet-Bruhat   | On Partial Differential Equations of Gauge Theories and General Relativity                       |
| 1987        | Joan S. Birman          | Studying Links via Braids                                                                        |
| 1988        | Karen K. Uhlenbeck      | Moment Maps in Stable Bundles: Where Analysis Algebra and Topology Meet                          |
| 1989        | Mary F. Wheeler         | Large Scale Modeling of Problems Arising in Flow in Porous Media                                 |
| 1990        | Bhama Srinivasan        | The Invasion of Geometry into Finite Group Theory                                                |
| 1991        | Alexandra Bellow        | Almost Everywhere Convergence: The Case for the Ergodic Viewpoint                                |
| 1992        | Nancy Kopell            | Oscillators and Networks of Them: Which Differences Make a Difference                            |
| 1993        | Linda Keen              | Hyperbolic Geometry and Spaces of Riemann Surfaces                                               |
| 1994        | Lesley Sibner           | Analysis in Gauge Theory                                                                         |
| 1995        | Judith D. Sally         | Measuring Noetherian Rings                                                                       |
| 1996        | Olga Oleinik            | On Some Homogenization Problems for Differential Operators                                       |
| 1997        | Linda Preiss Rothschild | How Do Real Manifolds Live in Complex Space                                                      |
| 1998        | Dusa McDuff             | Symplectic Structures - A New Approach to Geometry                                               |
| 1999        | Krystyna M. Kuperberg   | Aperiodic Dynamical Systems                                                                      |
| 2000        | Margaret H. Wright      | The Mathematics of Optimization                                                                  |
| 2001        | Sun-Yung Alice Chang    | Nonlinear Equations in Conformal Geometry                                                        |
| 2002        | Lenore Blum             | Computing Over the Reals: Where Turing Meets Newton                                              |
| 2003        | Jean Taylor             | Five Little Crystals and How They Grew                                                           |
| 2004        | Svetlana Katok          | Symbolic Dynamics for Geodesic Flows                                                             |
| 2005        | Lai-Sang Young          | From Limit Cycles to Strange Attractors                                                          |
| 2006        | Ingrid Daubechies       | Mathematical Results and Challenges in Learning Theory                                           |
| 2007        | Karen Vogtmann          | Automorphisms of Groups, Outer Space, and Beyond                                                 |
| 2008        | Audrey A. Terras        | Fun With Zeta Functions of Graphs                                                                |
| 2009        | Fan Chung Graham        | New Directions in Graph Theory                                                                   |
| 2010        | Carolyn S. Gordon       | You Can't Hear the Shape of a Manifold                                                           |
| 2011        | Susan Montgomery        | Orthogonal Representations: From Groups to Hopf Algebras                                         |
| 2012        | Barbara Keyfitz         | Conservation Laws - Not Exactly a la Noether                                                     |
| 2013        | Raman Parimala          | A Hasse principle for quadratic forms over function fields                                       |
| 2014        | Georgia Benkart         | Walking on Graphs the Representation Theory Way                                                  |
| 2015        | Wen-Ching Winnie Li     | Modular forms for congruence and noncongruence                                                   |
| 2016        | Karen E. Smith          | The Power of Noether's Ring Theory in Understanding Singularities of Complex Algebraic Varieties |
| 2017        | Lisa Jeffrey            | Cohomology of Symplectic Quotients                                                               |
| 2018        | Jill Pipher             | Nonsmooth Boundary Value Problems                                                                |
| 2019        | Bryna Kra               | Dynamics of systems with low complexity                                                          |
| 2020        | Birgit Speh             | Branching Laws for Representations of Non Compact Orthogonal Groups                              |
| 2021        |                         | Lecture cancelled in 2021 (see above)                                                            |
| 2022        | Marianna Csörnyei       | The Kakeya needle problem for rectifiable sets                                                   |
| 2023        | Laura DeMarco           | Rigidity and uniformity in algebraic dynamics                                                    |
| 2024        | Anne Schilling          | TBA                                                                                              |
| References: |                         |                                                                                                  |

## Conferenciantes del ICM Emmy Noether
| Año          | Nombre                  |
| ------------ | ----------------------- |
| 1994         | Olga Ladyzhenskaya      |
| 1998         | Cathleen Synge Morawetz |
| 2002         | Hesheng Hu              |
| 2006         | Yvonne Choquet-Bruhat   |
| 2010         | Idun Reiten             |
| 2014         | Georgia Benkart         |
| 2018         | Sun Yung Alice Chang    |
| 2022         | Marie-France Vignéras   |
| Referencias: |                         |